# Câinele (film din 1977)
Câinele (grafiat în acel timp Cîinele, titlul original: în spaniolă El Perro), este un film dramatic de aventuri spaniol, realizat în 1977 de regizorul Antonio Isasi-Isasmendi, după romanul omonim  a scriitorului Alberto Vázquez Figueroa, protagoniști fiind actorii Jason Miller, Lea Massari, Marisa Paredes, Aldo Sambrell. 

## Conținut
Într-o țară latino-americană nespecificată, cu un regim dictatorial, matematicianul Aristides Ungria este arestat din motive politice și trimis la teribila închisoare din San Justo de unde reușește să evadeze. Urmărit de paznici, va omorî pe unul din ei. Câinele feroce al paznicului Zancho, dresat să ia urma evadaților, îl urmărește până în capitala țării, unde Ungria încearcă să se întâlnească cu liderul adversarilor regimului...

## Distribuție
- Jason Miller – Aristides Ungria
- Lea Massari – Muriel
- Marisa Paredes – Guerrillera
- Aldo Sambrell – Omar Romero
- Yolanda Farr – Campesina
- Francisco Casares – Zancho
- Juan Antonio Bardem – Abraham Abatti
- Eduardo Calvo – Oreste
- Manuel de Blas – Mayor Araes
- Antonio Gamero – Cuatrero
- Juan Margallo – Cuatrero (ca Francisco Margallo)
- Vicente Cuesta – Huascar
- Luis Marín – Preso
- Antonio Mayans – Teniente
- José Vivó – Sebastián
- José Manuel Martín – Cuatrero
- Vicente Bañó – Leónidas Arévalo
- Juan Antonio Porto – Priest (nemenționat)
- Iván Tubau – Brigadier de Soto (nemenționat)

## Coloana sonoră
Tema de El perro este interpretată de cântăreața dominicană Ángela Carrasco.